# Анте Топић Мимара
Анте Топић Мимара (Корушце, 7. април 1898 – Загреб, 30. јануар 1987) је био контроверзни хрватски сликар, сакупљач уметнина, рестауратор, историчар уметности и сликарски фалсификатор.

## Биографија
Живот Анта Топића Мимаре је више окренут претпоставкама и причама, него конкретним историјским подацима.
Званични биографија каже да је рођен 7. априла 1889. године у далматинском селу Корушце. Међутим, поједини извори упућују да је рођен 16. марта 1897. године у Сплиту, под именом Мирко Маратовић, од чега наводно и потиче надимак Мимара („Ми” од Мирко, „мара” од Маратовић).
За историју и уметност се почео интересовати под утицајем дон Франа Булића, свештеника и археолога који се бавио Сплитом и Солином.
Борио се у Првом светском рату као аустроугарски војник. Рањен је у бици на Пијави 1918. године, када је заробљен и пребачен у Рим. Према верзији у којој је Мимара заправо Мирко Маратовић, он је након смрти правог Анта Топића у војној болници у Риму, преузео његов идентитет. Тамо је постао ученик и сарадник италијанског портретисте Антонија Манцинија (1852−1930).
Мимарин живот током двадесетих и тридесетих година 20. века, обавијен је велом тајне и о том периоду постоје свакакве приче. Живео је и обилазио галерије, музеје и антикварнице у Паризу, Амстердаму, Берлину и Минхену. Наводно је тамо још 1927. године, упознао Адолфа Хитлера, тада лидера Националсоцијалистичке немачке радничке партије, са којим је остварио блиско познанство.
Једна прича наводи да је Мимара 1927. или 1928. године, заједно са младим комунистичким градским руководиоцем Јосипом Брозом Титом, организовао крађу диптиха од слоноваче из Загребачке катедрале и продао је музеју у Кливленду, а да је она враћена 1936. године.
Своју приватну колекцију уметнина, Мимара започиње сакупљати крајем тридесетих година. Многи ту виде везу између имовине јеврејских породица која је продата уочи рата или отета од нациста и Мимарине блискости са високим нацистичким функционерима попут Хермана Геринга, првог Хитлеровог сарадника, нарочито заинтересованог за уметничка дела. Мимара је тврдио да је по Геринговом захтеву 1943. године, насликао Хитлеров портрет. Југословенски обавештајац Драгомир Ракочевић је тврдио да је видео тај портрет код Мимаре, који му је испричао да га је показао Хитлеру и да му се није допао, на шта је Геринг тражио да исти склони или ће министар пропаганде Гебелс, уколико сазна, да га пошаље "у крематоријум".
Након Другог светског рата је наставио да живи у Немачкој и мароканском граду Тангер. Наводно је 1946. године био саветник југословенске војне комисије за репарацију, те је одређивао која ће уметничка дела бити предата Југославији на име ратне штете. Тврди се и да је у договору са властима у Београду, достављао списак вредних уметнина, које би онда власти из Београда проследиле Централном бироу за враћање украденог уметничког блага у Минхену, као списак онога што су нацисти отели током окупације.
Од 1948. године је почео даривати уметните Штросмајеровој галерији у Загребу.
Оженио се др Вилтрудом Мерман Топић (нем. Wiltrud Topić Mersmann), професорком историје уметности на Универзитету у Салцбургу.
Шездесетих година је купио дворац (нем. Schloss Neuhaus) код Салцбурга и почиње да посећује Југославију, односно Хрватску. Од седамдесетих година је живео у Загребу до своје смрти 1987. године. Новинар Миломир Марић је први урадио интервју са Мимаром и о томе је рекао:
Кад сам га први пут видео, рекао је: Имам три слике - ја и Хитлер, ја и Мусолини, ја и Тито. Објави коју хоћеш или коју смеш.— Миломир Марић

## Музеј Мимара
Анте Топић Мимара је своју приватну колекцију од око 3.000 предмета, завештао 1972. године хрватском народу.
Поводом идеје да се отвори Музеј Мимара, говорио је о његовом значају за хрватски народ:
Примитиван народ је спреман на све. А није да зна ишта, то је примитиван народ. (…) Ми припадамо, али ја Вам кажем: то је народ којег ја знам добро и који није дао скоро ништа у том таквом пољу. Није дао никад ништа. То је та велика будућност. Не за мене, него за народ. Тај музеј значи путоваће ми из целога свијета људи, који данас не долазе.— Анте Топић Мимара
Музеј Мимара на Рузвелтовом тргу у Загребу је свечано отворен 17. јула 1987. године, а отварање је уживо преносила Југословенска радио телевизија (ЈРТ).